# Cyrtandra yaeyamae
Cyrtandra yaeyamae är en tvåhjärtbladig växtart som beskrevs av Jisaburo Ohwi. Cyrtandra yaeyamae ingår i släktet Cyrtandra och familjen Gesneriaceae. Inga underarter finns listade i Catalogue of Life.